# Lenny Von Dohlen
Lenny von Dohlen (ur. 22 grudnia 1958 w Auguście, zm. 5 lipca 2022 w Los Angeles) – amerykański aktor teatralny, telewizyjny i filmowy.

## Życiorys

### Wczesne lata
Urodził się i dorastał w Goliad w Teksasie jako syn właścicieli salonu samochodowego Von Dohlen Motors – Gay (z domu Aoueille) i Leonarda „Lenny’ego” Harolda Von Dohlena III (1934–2009). Jego rodzina miała korzenie żydowskie, angielskie, irlandzkie, francuskie i niemieckie. Wychowywał się z dwiema siostrami – Mary Gay i Catherine oraz bratem Johnem Davidem. Jako dziecko chciał zostać dżokejem, ale stawał się zbyt wysoki (188 cm), by spełniło się jego marzenie. Ukończył Loretto Heights College w Denver w Kolorado, gdzie debiutował w teatrze. 
Mając osiemnaście lat zagrał rolę Romea w tragedii Williama Szekspira Romeo i Julia (1976). Studiował teatr na University of Texas at Austin. Wystąpił jeszcze później w tragedii szekspirowskiej Hamlet i spektaklu Kwitnące brzoskwinie (The Flowering Peach) Clifforda Odetsa. Przeniósł się potem do Nowego Jorku, aby rozpocząć karierę na scenie. Uczył się aktorstwa pod kierunkiem Blaira Cuttinga w Michael Chekhov Studio.

### Kariera
W Nowym Jorku stworzył role w sztukach takich jak Azjatycki cień (Asian Shade) Larry’ego Ketrona, Twister, Drużyna (Team), Maderati (The Maderati), Zniknięcie (Vanishing Act). Przez dziewięć miesięcy grał w przedstawieniu Caryla Churchilla Cloud 9 w reżyserii Tommy’ego Tune, a następnie w sztuce Eugene’a O’Neilla Pożądanie w cieniu wiązów (Desire under the Elms) z Kathy Baker na scenie Roundabout Theatre Company, Łup (Loot) Joego Ortona, Plakat kosmosu (A Poster of the Cosmos) Lanforda Wilsona.
Na Zachodnim Wybrzeżu wystąpił w widowisku Franka Wedekinda Lulu w La Jolla Playhouse, Niebieski pokój (The Blue Room) w Pasadena Playhouse, Teatralny dystrykt (Theater Distric) w Theater Black Dahlia, Voltaire w Theater & Boston Court. W 2004 za występ w Jasny (Light) Jean-Claude van Italie zdobył nominację do nagrody Los Angeles Critics Circle i Ovation Award.
Debiutował na małym ekranie jako gwardzista Cal w telewizyjnym dramacie historycznym NBC Kent State (1981) z Talią Balsam, Willem Pattonem i Ellen Barkin. Następnie znalazł się w obsadzie dramatu muzycznego Bruce’a Beresforda Pod czułą kontrolą (Tender mercies, 1983) u boku Roberta Duvalla i Tess Harper. W kultowym komediodramacie muzycznym Steve’a Barrona Elektryczne marzenia (Electric Dreams, 1984) z udziałem Virginii Madsen i Maxwella Caulfielda został obsadzony w głównej roli architekta Milesa Hardinga. W jednym z odcinków serialu ABC Afterschool Specials – pt. Nie dotykaj (Don’t Touch, 1985) w reż. Beau Bridgesa zagrał przyjaciela rodziny Mike’a Riversa, zwodniczo molestującego dzieci. Wcielił się w tytułową rolę w dramacie Johna Graya Billy Galvin (1986) u boku Karla Maldena. 
W serialu Davida Lyncha Miasteczko Twin Peaks (Twin Peaks, 1990) i kinowej wersji Twin Peaks: Ogniu krocz ze mną (Twin Peaks: Fire Walk With Me, 1992) pojawił się jako Harold Smith, który cierpi na agorafobię. 
W 1992 wystąpił w dwóch dreszczowcach: Jennifer 8 (Jennifer Eight) z Umą Thurman, Andym Garcią i Johnem Malkovichem, Oczy obserwatora (Eyes of the Beholder) z Joanną Pacułą, Mattem McCoyem, Charlesem Napierem i George’em Lazenbym, a także w komediodramacie Edwarda Zwicka Zostawić normalność (Leaving Normal) z Meg Tilly, Christine Lahti i Brettem Cullenem. W komedii Sam w domu – po raz trzeci (Home Alone 3, 1997) zagrał jeden z czarnych charakterów - Burtona Jernigana.

## Życie prywatne
W 2002–2003 był żonaty z rosyjską modelką i autorką horrorów Mariną Drujko, z którą miał córkę Hazel (ur. 9 sierpnia 2000).

## Filmografia

### Filmy
- 1983: Pod czułą kontrolą (Tender mercies) jako Robert
- 1984: Elektryczne marzenia (Electric Dreams) jako Miles Harding
- 1986: Billy Galvin jako Billy Galvin
- 1988: Lady Dracula (Dracula's Widow) jako Raymond Everett
- 1992: Jennifer 8 (Jennifer Eight) jako Blattis
- 1992: Oczy obserwatora (Eyes of the Beholder) jako Janice Bickle
- 1992: Zostawić normalność (Leaving Normal) jako Harrison
- 1992: Ślepa wizja (Blind Vision) jako William Dalton
- 1992: Twin Peaks: Ogniu krocz ze mną (Twin Peaks: Fire Walk With Me) jako Harold Smith
- 1994: Przy autostradzie (Tollbooth) jako Jack
- 1994: Bursztynowe fale (Amberwaves) jako Justin Campenella
- 1995: Drapieżny ptak (Bird of Prey) jako Johnny
- 1996: Dług wdzięczności (One Good Turn) jako Matt Forrest
- 1996: Gdy uśmiechają się anioły (Entertaining Angels: The Dorothy Day Story) jako Forster Batterham
- 1997: Alex – sam w domu (Home Alone 3) jako Burton Jernigan
- 2007: Zęby (Teeth) jako Bill
- 2010: Downstream jako Starszy Daniel
- 2012: Camilla Dickinson jako Bill Rowan
- 2017: Kiedy Ray poznał Helen (Ray Meets Helen) jako Armond
- 2018: Blisko mitu: historia rycerza Oskara (Near Myth: The Oskar Knight Story) jako rycerz Oskar

### Filmy TV
- 1981: Kent State jako gwardzista Cal
- 1983: Jak stać się idealną osobą w jedyne trzy dni (How to Be a Perfect Person In Just Three Days) jako Erik Crimpley
- 1991: Miłość zabija (Love Kills) jako Jonathan Brinkman
- 2001: Szczodre serce (The Ponder Heart) jako DeYancey Clanahan

### Seriale TV
- 1984: Policjanci z Miami (Miami Vice) jako Bob Rickert
- 1985: ABC Ledwo dozwolone (ABC Afterschool Specials) jako Mike Rivers
- 1985: Opowieści z ciemnej strony (Tales from the Darkside) jako pan Smith
- 1989: Młodzi jeźdźcy (The Young Riders) jako porucznik Josey Cassidy
- 1990: Miasteczko Twin Peaks (Twin Peaks) jako Harold Smith
- 1991: Flash (The Flash) jako Jason Brassell
- 1992: Czerwony karzeł (Red Dwarf) jako oficer policji
- 1996: Strażnik Teksasu (Walker, Texas Ranger) jako Adam 'The Hangman' Quinn
- 1996: Gdzie diabeł mówi dobranoc (Picket Fences) jako Gerald 'Gerry' Bey
- 1999, 2000: Kameleon (The Pretender) jako pan Cox
- 2002: CSI: Kryminalne zagadki Miami (CSI: Miami) jako profesor Adam Metzger
- 2007: Zaklinacz dusz (Ghost Whisperer) jako Steve Wheeler
- 2009: Zabójcze umysły (Criminal Minds) jako Record Exec 1
- 2010: Świry (Psych) jako szeryf Andrew Jackson
- 2017: Orville jako Valondis